# Skäppsjön
Skäppsjön är en sjö i Leksands kommun i Dalarna och ingår i Dalälvens huvudavrinningsområde. Sjön har en area på 0,517 kvadratkilometer och ligger 311,2 meter över havet.

## Delavrinningsområde
Skäppsjön ingår i det delavrinningsområde (673385-143183) som SMHI kallar för Mynnar i Ösjön. Medelhöjden är 377 meter över havet och ytan är 15,29 kvadratkilometer. Det finns inga avrinningsområden uppströms utan avrinningsområdet är högsta punkten. Vattendraget som avvattnar avrinningsområdet har biflödesordning 4, vilket innebär att vattnet flödar genom totalt 4 vattendrag innan det når havet efter 325 kilometer. Avrinningsområdet består mestadels av skog (80 procent) och sankmarker (10 procent). Avrinningsområdet har 0,52 kvadratkilometer vattenytor vilket ger det en sjöprocent på 3,4 procent.